# Grygla
Grygla és una població dels Estats Units a l'estat de Minnesota. Segons el cens del 2000 tenia 228 habitants.

## Demografia
Segons el cens del 2000, Grygla tenia 228 habitants, 115 habitatges, i 57 famílies. La densitat de població era de 139,7 habitants per km².
Dels 115 habitatges en un 25,2% hi vivien nens de menys de 18 anys, en un 37,4% hi vivien parelles casades, en un 7,8% dones solteres, i en un 49,6% no eren unitats familiars. En el 47,8% dels habitatges hi vivien persones soles el 27% de les quals corresponia a persones de 65 anys o més que vivien soles. El nombre mitjà de persones vivint en cada habitatge era d'1,98 i el nombre mitjà de persones que vivien en cada família era de 2,81.
Per edats la població es repartia de la següent manera: un 23,2% tenia menys de 18 anys, un 3,9% entre 18 i 24, un 25,9% entre 25 i 44, un 18% de 45 a 60 i un 28,9% 65 anys o més.
L'edat mediana era de 44 anys. Per cada 100 dones de 18 o més anys hi havia 98,9 homes.
La renda mediana per habitatge era de 25.625 $ i la renda mediana per família de 32.500 $. Els homes tenien una renda mediana de 30.000 $ mentre que les dones 20.625 $. La renda per capita de la població era de 14.635 $. Entorn del 15,2% de les famílies i el 17,7% de la població estaven per davall del llindar de pobresa.

## Poblacions més properes
El següent diagrama mostra les poblacions més properes.